# Janez Gregor Dolničar
Janez Gregor Dolničar (tudi Thalnitscher), slovenski pravnik, proučevalec antičnih napisov, kronist in zgodovinar, * 10. marec 1655, Ljubljana, † 3. oktober 1719, Ljubljana. Bil je brat Janeza Antona Dolničarja in oče Aleša Žige Dolničarja.

## Življenjepis
Oče, ljubljanski sodnik in župan, mu je omogočil šolanje in potovanja po Nemčiji in Italiji, kjer se je navdušil za baročno umetnost. Študiral je v Ingolstadtu in Bologni. Leta 1679 je v Bologni postal doktor prava. Nato je v Ljubljani nastopil službo mestnega notarja in sodnika.

## Delo
Dolničar je bil duša kulturnega preroda v baroka v Ljubljani, pisal je tudi o likovni umetnosti in preučeval starine. Pomembno je njegovo zgodovinsko raziskovanje. V očetovo družinsko kroniko je vnašal nove podatke. V nemško pisanih konističnih zapiskih (Annales Urbis Labacensis) in podobnih tiskanih latinskih zapisih (Epitome chronologica, 1714) je ohranil mnogo sicer neznanih podatkov iz naše zgodovine. Zanimal se je za arheološke najdbe iz rimske Emone in prepisal ter proučeval številne antične napise, tudi z novcev, opisal je tudi mlajše nagrobnike v Ljubljani. Kot  soustanovitelj in tajnik Academie operosorum je nameraval spise izdati, tako da bi z našo preteklostjo seznanil tudi tujce, ki so ga sprejeli v različne znanstvene ustanove (akademije). V bogati knjižnici, ki je sedaj skupaj z njegovimi rokopisi v Semeniški knjižnici, je ohranjenih veliko drobnih tiskov, ki so med drugim tudi vir znanja o glasbenem in gledališkem življenju baročne Ljubljane.
Dolničar je bil pobudnik in svetovalec pri vseh umetnostnih načrtih in njihovih realizacijah v Ljubljani, kjer je po njegovi zaslugi zmagal italijanski zreli barok in odmeval tudi v širšem kranjskem zaledju. Že ob zidanju stolnice Sv. Nikolaja je pritegnil pomembne tuje umetnike, za vzgojo domačega naraščaja pa si je zamislil Akademijo treh umetnosti, slikarstva, kiparstva in stavbarstva (Academia trium atrium), ki pa se ni uresničila.
Njegov popis stare in nove ljubljanske stolnice Cathedralis Basilicae Labacensis Histiria (1701 - 1719) v tisku izšel 1882 kot Historia Cathedralis Ecclesiae Labacensis je hkrati prvi teoretični spis o naši umetnosti.